# Chris Kobin

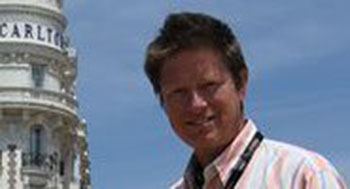
Chris Kobin

Chris Kobin ist ein US-amerikanischer Drehbuchautor und Filmproduzent.

## Arbeit
Chris Kobin machte seine ersten Schritte im Filmgeschäft beim Fernsehen. Sein Debüt gab er bei dem TV-Film Von Polizisten terrorisiert von 1997 als Produzent. 1999 arbeitete er als
Co-Executive Producer an der Dokumentation The Girl Next Door und ein Jahr darauf als Executive Producer an A Vision of a Murder. 2004 produzierte er für John Landis dessen Doku Slasher.
Im folgenden Jahr schrieb Chris Kobin das Drehbuch für die Horrorkomödie 2001 Maniacs.
2006 schrieb und produzierte er Driftwood. Außerdem verfasste er ein Drehbuchsegment für Snoop Dogg für dessen Filmprojekt Hood of Horror. 2010 schrieb er das Drehbuch zur Fortsetzung von 2001 Maniacs 2001 Maniacs 2 – Es ist angerichtet und produzierte die Dokumentation Hollywood Don’t Surf!. Von 2011 bis 2013 war er als Executive Producer an der Reality-Show Flipping Vegas beteiligt.

## Sonstiges
- Chris Kobin arbeitete bei seinen Drehbuchprojekten immer mit Regisseur Tim Sullivan zusammen.
- Er war früher als Autohändler tätig.
- Kobin schrieb für den Soundtrack von 2001 Maniacs fünf Lieder. Für die die Fortsetzung 2001 Maniacs 2 – Es ist angerichtet verfasste er drei Titel.
- Kobin hatte einen Auftritt in der Reality-Show Bodog Music Battle of the Bands.

## Filmografie
als Drehbuchautor
- 2005: 2001 Maniacs
- 2006: Hood of Horror
- 2006: Driftwood
- 2010: 2001 Maniacs 2 – Es ist angerichtet

als Produzent
- 1997: Von Polizisten terrorisiert
- 1999: The Girl Next Door (Dokumentation)
- 2000: A Vision of Murder
- 2004: Slasher (Dokumentation)
- 2006: Driftwood
- 2010: Hollywood Don’t Surf! (Dokumentation)
- 2011–2013: Flipping Vegas (Reality-Show)